# Type of Service
Il campo type of service (TOS) nell'header dell'IPv4 ha assunto finalità diverse nel corso degli anni, ed è stato definito in modi diversi da cinque RFC. La moderna definizione del campo TOS è di una parte di 6 bit Differentiated Services Field (DS field) ed una di 2 bit Explicit Congestion Notification (ECN). Differentiated Services è in qualche modo compatibile con le precedenti definizioni di TOS mentre ECN non lo è.

## Type of service
Il campo TOS può specificare la priorità di un datagramma e la richiesta per un indirizzamento con basso ritardo, con un elevato throughput o con un servizio di alta affidabilità.
A seconda dei valori di TOS un pacchetto potrebbe essere posto in una coda d'uscita con alta priorità, o seguire un instradamento con la latenza, il throughput e l'affidabilita appropriata per la richiesta.
Nella pratica il campo TOS non è mai stato utilizzato. Tuttavia una grande quantità di esperimenti, ricerche e lavori di sviluppo hanno studiato come utilizzare questi otto bit. Questo ha portato alla attuale definizione del campo DS.

## Implementazione
Prima di essere stato deprecato il campo TOS era definito come segue:
| 0          | 1          | 2          | 3               | 4               | 5               | 6               | 7               |
| ---------- | ---------- | ---------- | --------------- | --------------- | --------------- | --------------- | --------------- |
| Precedenza | Precedenza | Precedenza | Type of Service | Type of Service | Type of Service | Type of Service | Type of Service |

L'ultimo bit del campo TOS (bit 7) era definito come "Deve essere zero" (Must Be Zero). Poiché gli ultimi tre bit cambiarono definizione molte volte, la documentazione e le implementazioni possono essere confuse e contraddittorie.

### Campo DS ed ECN
Attualmente la RFC 2474 ha riservato i primi sei bit di quello che era il campo TOS per il campo DS contenente i DiffServ Code Points (DSCP) e la RFC 3168 ha riservato gli ultimi due bit per la Explicit Congestion Notification.
| 0        | 1        | 2        | 3        | 4        | 5        | 6         | 7         |
| -------- | -------- | -------- | -------- | -------- | -------- | --------- | --------- |
| campo DS | campo DS | campo DS | campo DS | campo DS | campo DS | campo ECN | campo ECN |

- DSCP <=> Tabella di Conversione Precedenza IP

| Nome DSCP   | Valore Campo DS (Dec) | Precedenza IP (Descrizione)                    |
| ----------- | --------------------- | ---------------------------------------------- |
| CS0         | 0                     | 0 : Best Effort                                |
| CS1,AF11-13 | 8,10,12,14            | 1 :Priority                                    |
| CS2,AF21-23 | 16,18,20,22           | 2 :Immediato                                   |
| CS3,AF31-33 | 24,26,28,30           | 3 :Flash - mainly used for voice signaling     |
| CS4,AF41-43 | 32,34,36,38           | 4 :Flash Override                              |
| CS5,EF      | 40,46                 | 5 :Critico - usato principalmente per voce RTP |
| CS6         | 48                    | 6 :Internetwork Control                        |
| CS7         | 56                    | 7 :Network Control                             |

- Descrizione dei nomi DSCP

CS   :  Class Selector (Selettore di Classe RFC 2474)
AFxy :  Assured Forwarding (Inoltro assicurato x=classe, y=precedenza di soppressione) (RFC2597)
EF   :  Expedited Forwarding (Inoltro accelerato RFC 3246)
- "DSCP <=> TOS <=>Precedenza IP" tabella di conversione valori

DSCP(Differentiated Services Code Point),TOS (Type of service)
| DSCP Dec | valore TOS | IP Prec |
| -------- | ---------- | ------- |
| 0        | 0          | 0       |
| 8        | 32         | 1       |
| 10       | 40         | 1       |
| 14       | 56         | 1       |
| 18       | 72         | 2       |
| 22       | 88         | 2       |
| 24       | 96         | 3       |
| 28       | 112        | 3       |
| 34       | 136        | 4       |
| 36       | 144        | 4       |
| 38       | 152        | 4       |
| 40       | 160        | 5       |
| 46       | 184        | 5       |
| 48       | 192        | 6       |
| 56       | 224        | 7       |

Esempio basato sulla tabella precedente:
IPP = 1 in decimale, o 001 in bit. Valore che dà 001 00000 per tutto il campo ToS, o ToS = 32. Il campo DSCP è : 001000 00, o DSCP = 8 (gli ultimi 2 bit sono inutilizzati riguardo alla priorità, così si inizia a contare dal terzo bit).
1) Tradizionalmente, i primi 3 bit per la precedenza IP(-> RFC 791) dovevano essere utilizzati in applicazioni di routing TOS (RFC 1583-> OSPF, IS-IS) ma nessuna applicazione diffusa lo supporta davvero.
2) il campo TOS è stato quindi ridefinito come il Differentiated Services Code Point (DSCP-> RFC 2474) che consiste dei primi 6 bit e 2 bit usati per un meccanismo di TCP chiamato Explicit Congestion Notification (ECN) definito in RFC 3168.
3) TOS significa "Type of service" e rappresenta il secondo byte nel datagramma IP
4) Sintesi del concetto dei 3 valori QoS : Precedenza IP, ToS,DSCP 
- Precedenza IP - 0 ~ 7 (Il modo tradizionale e semplice di QoS) ->  ToS : 0 ~ 224 (troppo complesso) -> DSCP : 0 ~ 56 (valore ottimizzato)
- Precedenza IP, TOS(RFC 791, RFC 1583) -> DSCP(RFC 2474) -> ECN (RFC 3168)